# Ilias Zouros
Ilias Zouros (nació el 11 de marzo de 1966 en Grecia) es un entrenador griego de baloncesto. Actualmente compagina su cargo de seleccionador de Georgia con el de entrenador del AEK B.C. de la A1 Ethniki.

## Carrera deportiva
Ilias ha sido entrenador de Olympiacos BC, entrenó en Líbano, donde ganaría la liga en 2004 y diversos equipos de la liga griega.
Ganaría la liga báltica con el BC Žalgiris en 2011, antes de dirigir a Grecia.
En 2012, tras la destitución de Ufuk Sarıca, se hace cargo del Anadolu Efes hasta final de temporada
Más tarde, volvería a dirigir al BC Žalgiris, siendo sustituido por Saulius Štombergas.
En la temporada 2014-15, volvería a Turquía para entrenar, esta vez a Tofaş Spor Kulübü, al término de la temporada sería relevado por Orhun Ene.
El 7 de noviembre de 2021, firma por el Promitheas Patras B.C. de la A1 Ethniki, tras la destitución de Luis Casimiro.
En la temporada 2023-24, firma por el AEK B.C. de la A1 Ethniki.

## Palmarés
- Lebanese Basketball Campeón: (2004)
- FIBA Asia Champions Cup Campeón: (2004)
- LKF Cup Campeón: (2011)
- Baltic League Campeón: (2011)
- Lietuvos krepšinio lyga Campeón: (2011)

## Premios
- Entrenador del año en la Copa ULEB: (2010)